# Výrovy skály
Výrovy skály este o arie protejată (arie specială de conservare — SAC, sit de importanță comunitară — SCI) din Republica Cehă întinsă pe o suprafață de 15,45 ha, integral pe uscat.

## Localizare
Centrul sitului Výrovy skály este situat la coordonatele 49°17′36″N 16°25′20″E / 49.293333°N 16.422222°E.

## Înființare
Situl Výrovy skály a fost declarat sit de importanță comunitară în mai 2016 pentru a proteja un număr necunoscut de specii din flora spontană și fauna sălbatică aflate în arealul zonei. Situl a fost protejat și ca arie specială de conservare în martie 2021.

## Biodiversitate
Situată în ecoregiunea continentală, aria protejată conține 2 habitate naturale: Grohotișuri silicioase medio-europene, la altitudine înaltă, Pante stâncoase silicioase cu vegetație casmofită.
La baza desemnării sitului se află un număr nedeclarat de specii protejate.